# Peter Swoboda
Peter Swoboda (* 13. April 1937 in Bad Deutsch-Altenburg; † 2. Mai 2006) war ein Professor für Betriebswirtschaftslehre.

## Biographie
Swoboda studierte an der WU Wien und wurde anschließend Assistent bei Leopold Illetschko am Institut für Transportwirtschaft. 1963 erhielt er den Kardinal-Innitzer-Preis. 1964 habilitierte er sich mit dem Werk Die betriebliche Anpassung als Problem des betrieblichen Rechnungswesens und wurde noch im gleichen Jahr Vertretung für einen Lehrstuhl an der Universität Frankfurt am Main. Anschließend nahm er eine Visiting Professur an der Universität Illinois war. 1966 kehrte er wieder nach Europa zurück und wurde Ordinarius für betriebswirtschaftliche Steuerlehre in Frankfurt am Main. 1970 folgte er einem Ruf an die Karl-Franzens-Universität Graz. Dort wirkte er bis 1997 als Inhaber des Lehrstuhls für Industrielle Betriebswirtschaftslehre. 1980 bis 1981 war er erster Präsident der European Finance Association.

## Werke
- Die Elastizität der Finanzplanung. Wien 1959, Hochschule für Welthandel, Diss.[2]
- Analyse von Rechenmodellen der betrieblichen Anpassung. Wien 1963, Hochschule für Welthandel, Habil.-Schr.[3]
- Betriebswirtschaftslehre für Ingenieure, mit Leopold Illetschko. Wien, New York 1965
- Investition und Finanzierung. Göttingen 1971[4]
- Finanzierungstheorie. Würzburg, Wien 1973[5]
- Betriebliche Finanzierung. Würzburg, Wien 1981[6]

## Quelle
- Adolf Stepan, Josef Zechner, Zum Ableben von o. Univ.-Prof. Dkfm. Dr. Peter Swoboda, in ZfbF Juni 2006, S. 528–529